# Evelyn Dick
Evelyn Dick (Beamsville, Ontario, 1920. október 13. – ?) a kanadai Torzó-gyilkosság egyik vádlottja.

## Élete
Evelyn MacLean, a későbbi Evelyn Dick 1920-ban született. Gyermekkora boldogtalan volt: apja ivott, anyja durván bánt vele. A szülők nem jöttek ki egymással, többször különköltöztek. Evelyn nem barátkozott a szomszéd gyerekekkel, szülei úgy vélték, túl gyenge ahhoz, hogy az utcán játsszon.
A család nagy lábon élt, szülei arra is költöttek, hogy Evelynt az előkelőbb körökbe is bejuttassák, de sikertelenül próbálkoztak. Állítólag a lány apja a munkahelye kasszájából lopott. Evelyn drága ékszereket és szőrmebundákat viselt, idősebb férfiak társaságát kereste, lóversenyeket látogatott.
1942-ben megszületett Evelyn MacLean lánya. A fiatal nő azt állította, hogy egy White nevű férfihoz ment feleségül, aki a tengerentúlon teljesített katonai szolgálatot. Később kiderült, ez nem igaz. Lánya, Heather White szellemi fogyatékossággal született, anyja és nagyszülei állandó ellátására szorult. Evelyn MacLean a következő nyáron egy halva született csecsemőt hozott világra, majd 1944-ben megszületett fia, Peter David White. Azt nem tudni, ki volt a gyermekek apja. 1945 júniusában Evelyn MacLean anyjával és gyermekeivel együtt elköltözött apjától. Júliusban Evelyn MacLean bejelentette anyjának, hogy két hét múlva feleségül megy John Dickhez, akiről anyja addig nem hallott. A házassággal nevet is változtatott, Evelyn Dick lett belőle.

## Dick holtteste
1946. március 16-án öt gyerek talált valamit, amit először fejetlen disznótetemnek véltek. Valójában egy felnőtt férfi maradványaira bukkantak. A férfi feje, karjai, lábai hiányoztak, egy mély vágás a torzón arra utalt, hogy valaki ketté akarta vágni a testet. Orvosi vizsgálatok és sógora azonosítása alapján a rendőrség megállapította, hogy a halott John Dick kalauz. A férfi március 6-ai eltűnését Dick unokatestvére jelentette a rendőrségnek. Azt állította, hogy akkor kezdett el aggódni, amikor meghallotta a híreket a holttestről, és arra gondolt, valami szörnyű történt a rokonával, aki azóta nála lakott, hogy rövid életű házassága tönkrement.
A házasság számos eleme furcsa volt: az ifjú pár csak egy hónappal a házasságkötés után költözött össze, a házat Evelyn Dick egyedül vette meg. A nő állítólag a házasságkötéskor is egy másik férfival, Bill Bozohukkal járt. Annyi bizonyos, hogy néhány viharos hónap után John Dick távozott otthonról.

## Különböző vallomások
A holttest azonosítása után a rendőrség kihallgatta Evelyn Dicket. Amikor közölték vele, hogy holttest a férjéé, állítólag azt válaszolta: "Ne nézzenek rám. Nem tudok semmit." A nő a kihallgatások során különböző történeteket adott elő.
Az első zavaros történet egy olasz bérgyilkosról szólt, aki a férjét kereste a lakásában. Az olasz állítólag azt mondta, hogy "ki akarom nyírni" Dicket, mert a feleségével szórakozott. Az olasz ezután távozott.
Pár nappal később kiderült, hogy Evelyn Dick egy nagy Packardot vett kölcsön Bill Landegtől. A férfi később a kocsi első ülésén vért talált, az üléstakaró hiányzott, és véres ruhák voltak a hátsó ülésen. Evelyn Dick egy üzenetet hagyott a kocsiban, hogy a lánya megvágta magát, ez okozta a koszt. A nyomozás bebizonyította, hogy a vér John Dicktől származik.
Ekkor Evelyn Dick azt állította a rendőrségnek, hogy egy titokzatos férfi hívta fel, aki azt mondta, hogy John teherbe ejtette a feleségét, és megérdemli, amit kapni fog. Ezután a férfi arra kérte, találkozzanak, hogy kölcsönkérhesse az autóját. A nő előadta, hogy találkozott a férfival, akinél egy nagy zsák volt. A férfi azt mondta: John Dick darabjai vannak benne. Evelyn Dick szerint ezután a szeméttelepre vitte a férfit és a zsákot.
A nő megmutatta az utat a rendőröknek. Amikor megkérdezték, nem volt-e furcsa neki, hogy férje teste ott volt a kocsiban, azt felelte, nem örült neki, de "csúnya dolog egy házasságot így tönkretenni", amivel arra utalt, hogy férje teherbe ejtett egy másik nőt. Tiltakozott a vád ellen, hogy konspirált volna a férje halálára.
Evelyn Dick válaszai és viselkedése gyanús volt. Később pszichiáterek átlag alatti intelligenciát, majdnem gyengeelméjűséget állapítottak meg nála.
Ezután Evelyn Dick megváltoztatta történetét, és egy második vallomást tett az olasz bérgyilkosokról, akiket Bill Bozohuk bérelt fel. Eközben a nyomozók Dick lakásában találtak egy vajszínű bőröndöt, tele betonnal, benne egy fiúcsecsemő, Peter David White maradványaival. Evelyn Dick anyja azt állította, hogy egy nappal korábban látta férjét a bőrönd közelében, de férje kizavarta a szobából.
Az események újabb fordulatát látva Evelyn Dick ismét megváltoztatta vallomását: azt állította, hogy Bill Bozohuk gyilkolta meg a gyereket és John Dicket. A nyomozók bizonyítékokat találtak Evelyn Dick apjának pincéjében: golyónyomokat, pisztolyt, töltényeket, fűrészt és John Dick véres cipőit. Végül Evelynt Dicket, apját és Bill Bozohukot vádolták meg John Dick meggyilkolásával.

## A tárgyalások
Az 1946-os első tárgyaláson Evelyn Dicket bűnösnek találták John Dick meggyilkolásában, és kötél általi halálra ítélték. Bár valószínűleg nem ő ölte meg férjét, számlájára írták a gyilkosság kitervelését és végrehajtását. Védője, John J. Robinette munkájának eredményeként az 1947-es fellebbezési tárgyalás során mégis felmentették, mert – az ítélet szerint – Evelyn Dick vallomását szabálytalanul vették a bizonyítékok közé, és a bíró nem tájékoztatta megfelelően az esküdtszéket.
Bill Bozohukot és Evelyn Dick apját rendkívül hosszú ideig tartották fogva, mielőtt közös büntetőperük megkezdődött volna. Bozohukot felmentették, mert Evelyn Dick, a vád egyetlen tanúja nem volt hajlandó tanúskodni ellene. Apját bűnpártolásért ötévi börtönbüntetésre ítélték. Evelyn Dick csecsemőgyilkosságért életfogytig tartó börtönbüntetést kapott. A nő 1958-ban feltételesen szabadult. További sorsa ismeretlen. John Dick meggyilkolásáért senkit nem ítéltek el.

## Feldolgozások
- A 2002-es Torzó – Az Evelyn Dick-ügy című film szerint szerint a nő szüleit fedezte, akik egyébként is a gyilkosságok gyanúsítottjai voltak. E verzió szerint apja megerőszakolta, anyja pedig kizsákmányolta Evelynt.
- 2005-ben Fekete özvegy címmel musical készült a történetből.